# Aachener Wald

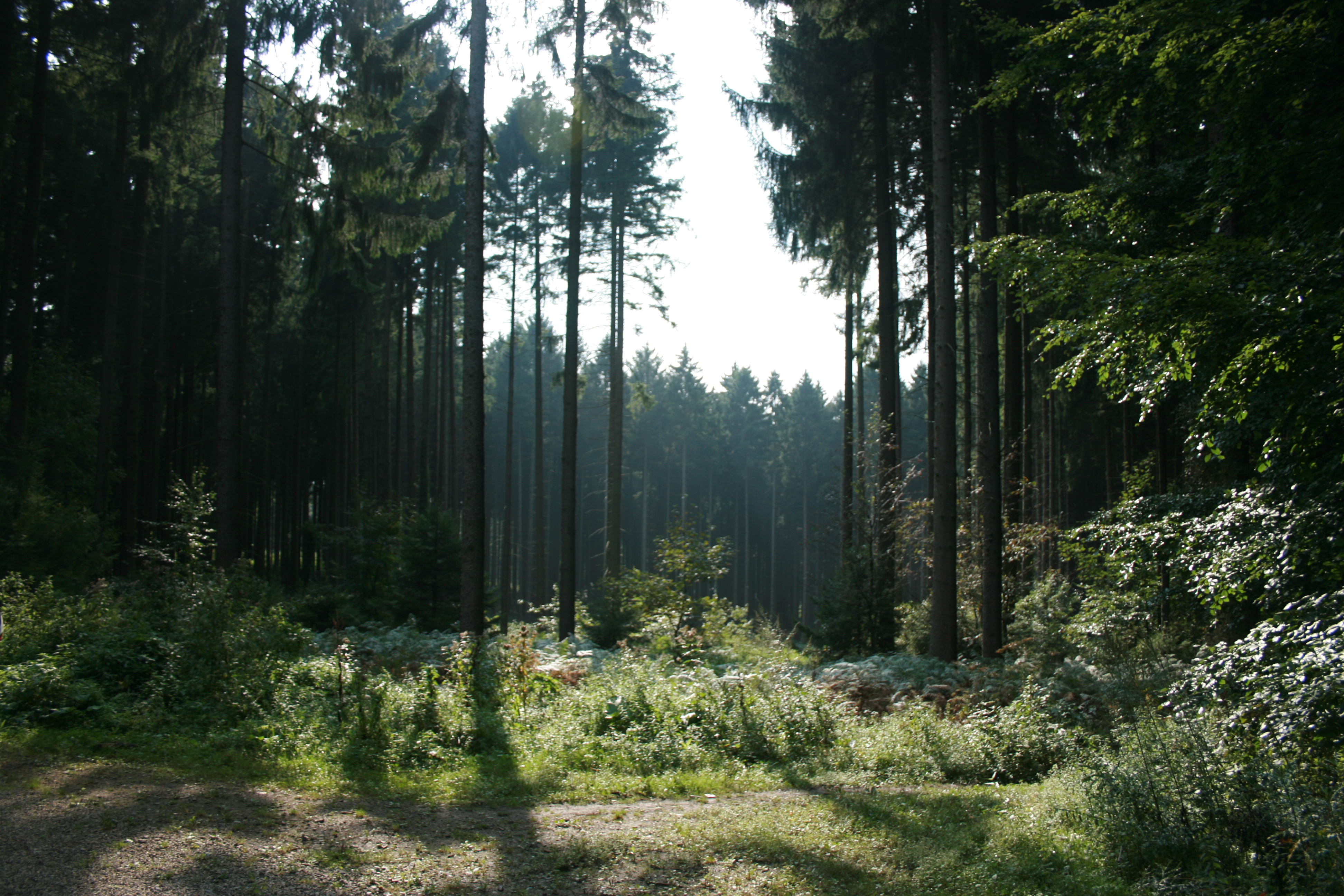
Aachener Wald, nahe den Zyklopensteinen

Der Aachener Wald (im Aachener Dialekt Öcher Bösch, niederländisch Akenerbos) liegt etwa 3,7 km südlich des Stadtzentrums Aachen und hat eine Größe von ca. 1.530 ha. Er umfasst im Wesentlichen die Waldgebiete der ehemaligen freien Reichsstadt Aachen südlich und westlich der früher selbstständigen Gemeinden Burtscheid und Forst sowie nördlich und östlich der belgischen Grenze. Er ist bis auf kleine Parzellen in städtischem Besitz. Der Aachener Wald trägt das Umweltsiegel des Forest Stewardship Council (FSC).

## Geographie

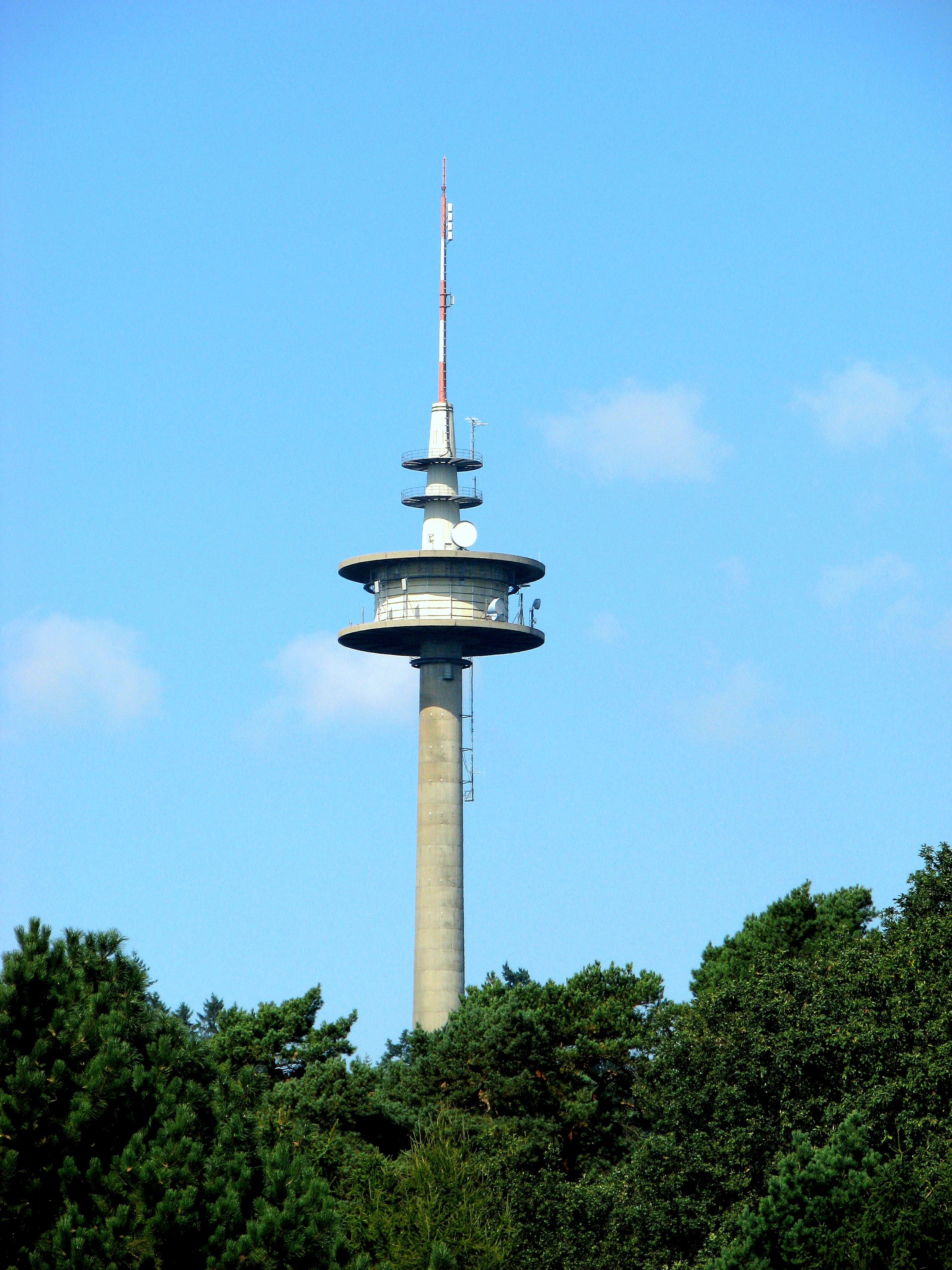
Fernmeldeturm „Mulleklenkes“
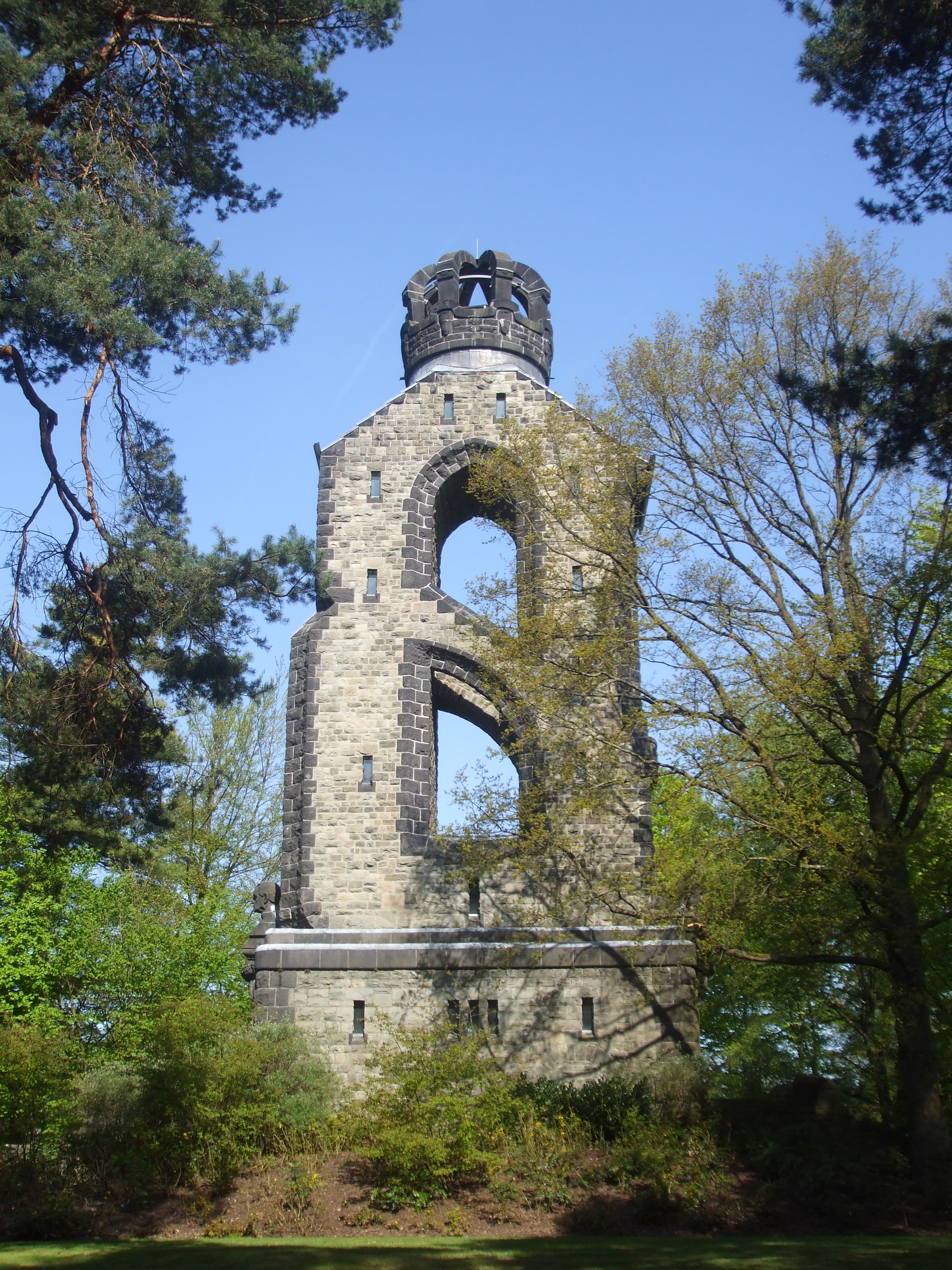
Bismarckturm

Der Aachener Wald ist an seiner breitesten Stelle (Westen-Osten) ungefähr 8,2 km breit und an der größten Nord-Süd-Ausdehnung ca. 2,5 km tief. Er liegt im Übergang der niederrheinischen Tiefebene zum Rheinischen Schiefergebirge auf einer durchschnittlichen Höhe von 220 m bis etwas über 350 m ü. NN., wobei der Brandenberg mit 355,4 m die höchste Erhebung ist, dicht gefolgt vom Klausberg mit 354,7 m. Der südliche und südwestliche Teil geht fließend in den belgischen und der westliche im Bereich des Vaalserberges in den niederländischen Staatsforst über. Mit seinem von West nach Ost verlaufenden Höhenrücken bildet das Waldgebiet eine Wasserscheide, wodurch die Bäche, die südlich von dieser Linie entspringen, wie beispielsweise der Tüljebach und die Göhl in die Maas und diejenigen, die nördlich entspringen, letztendlich alle in die Wurm fließen. Besonders letztere Aachener Bäche des Stadtwaldes, zu denen neben der Wurm unter anderem auch die Pau, der Johannisbach, der Beverbach und der Kannegießerbach gehören, waren für Aachens Tuch- und Nadelindustrie von epochaler Bedeutung.
Mit der Übernahme der Waldanteile von Burtscheid im Jahr 1897 und von Forst im Jahr 1906 kamen von Burtscheider Seite der Waldfriedhof Aachen mit seinem Bismarckturm und von Forster Seite der Friedhof Lintert und ab 1980 der Privatwald des 1860 von dem Freiherrn Carl von Nellessen erworbenen Gut Schönforstes hinzu. Im Jahr 1925 erwarb die Stadt schließlich noch den Von-Halfern-Park des Landrates Carl von Halfern, welcher übergangslos am nördlichen Rand des Stadtwaldes angrenzt. Darüber hinaus wurden im 20. Jahrhundert innerhalb des Waldes zwei zur Stadt Aachen gehörende Wohnsiedlungen erbaut, zum einen eine kleinere im Bereich des Pommerotter Weges und zum anderen der Stadtteil Preuswald im südlichen Verlauf der Lütticher Straße. Der Aachener Wald wird überragt von dem 1984 erbauten weithin sichtbaren Fernmeldeturm der Deutschen Telekom, der im Aachener Dialekt als Mulleklenkes bezeichnet wird.
Nach dem Handbuch der naturräumlichen Gliederung Deutschlands bildet der Aachener Wald die Untereinheit 561.2 in der Haupteinheit 561 Aachener Hügelland. Er gehört damit zur Haupteinheitengruppe 56 Vennvorland.

## Natur und Naturschutz

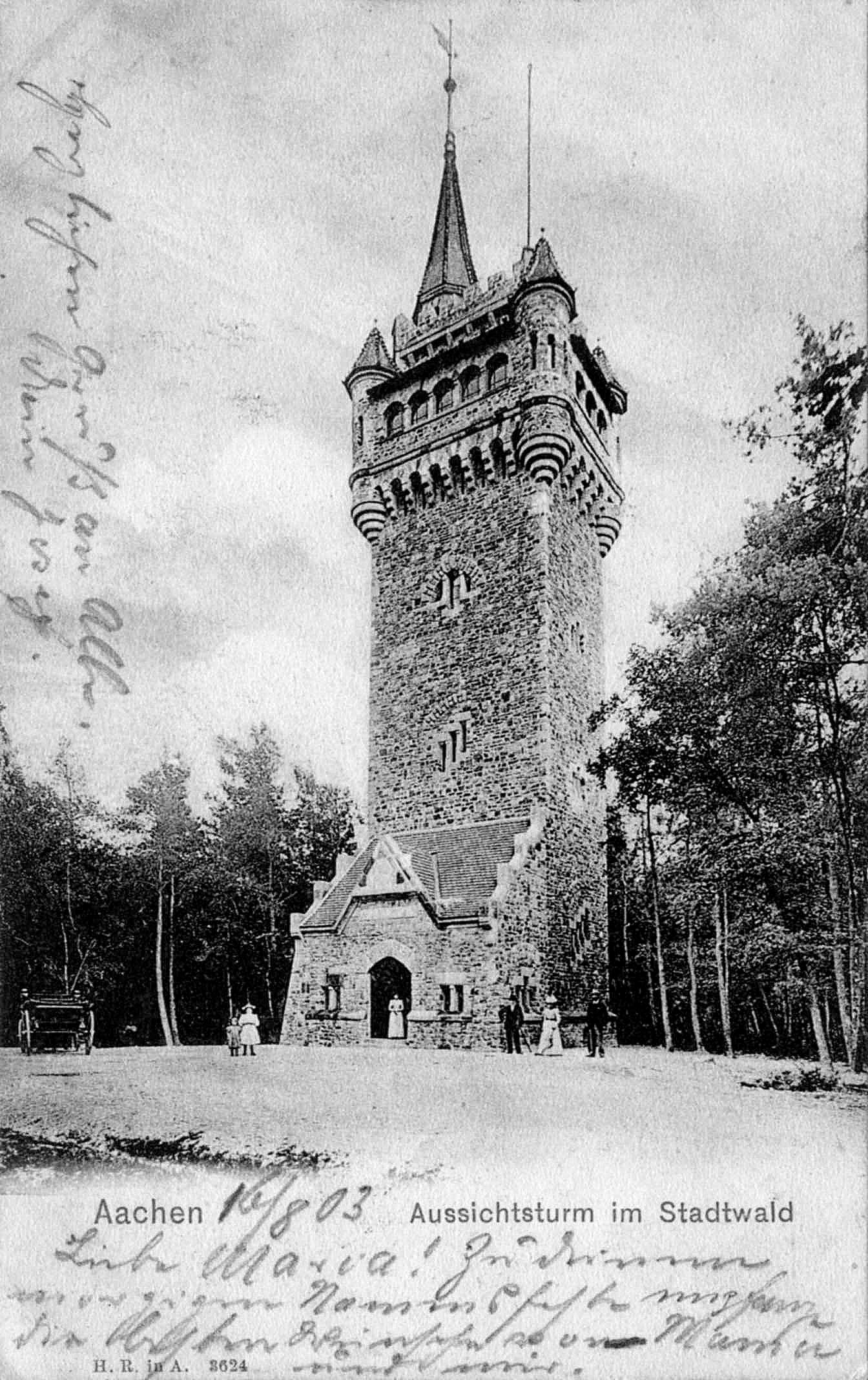
Ehemaliger Pelzerturm zum Gedenken an den Waldförderer Ludwig Pelzer

Nachdem der Wald über die Jahrhunderte hinweg überwiegend als Jagdrevier und als Ressource für die Holzwirtschaft diente, beschloss auf Initiative des Stadtverordneten und späteren Oberbürgermeisters Ludwig Pelzer der Rat der Stadt Aachen, dem zunehmenden unkontrollierten Raubbau des Waldes Einhalt zu gebieten und stellte ihn erstmals per „Wohlfahrtsbeschluss“ vom 22. Dezember 1882 unter einen besonderen Schutz. Damit wurde per Gesetz veranlasst, die primitive Niederwaldwirtschaft durch Hochwaldwirtschaft abzulösen, um Laub- und Nadelbäume mit einem Lebensalter von mehr als 100 Jahren heranwachsen zu lassen, und durch die Herrichtung von ausgebauten Waldwegen und deren Ausstattung mit Bänken und Schutzhütten der Bevölkerung ein weitläufiges Erholungsgebiet anbieten zu können. Zudem wurde Ende des 19. Jahrhunderts am Fuße des Pelzerturmes eine Außenstelle des Meteorologischen Observatoriums Aachen errichtet, die mit einer Englischen Hütte ausgestattet war und bis 1945 ihren Dienst versah.
Für die Pflanzenwelt im Aachener Wald sind dank des gemäßigten Klimas mit ausreichenden Niederschlägen gute Wuchsbedingungen gegeben. Durch die direkte Nähe zur Stadt und zu deren Infrastruktur ist der Wald zwar belastet und in Teilen sogar gefährdet, aber die bisher entstandenen Waldschäden liegen im Durchschnitt aller Wälder in Nordrhein-Westfalen. Um diesen Zustand zu erhalten und zu sichern, stellte Greenpeace 2001 den Antrag, den Aachener Wald unter den Schutz des FSC-Siegels zu stellen, welches dann 2003 erteilt und nachfolgend jeweils um weitere fünf Jahre verlängert wurde. Damit durften keine Kahlschläge mehr vorgenommen und keine Pestizide mehr benutzt werden. Ferner sollten heimische Baumarten bevorzugt und Teile des Waldes nicht mehr bewirtschaftet und stattdessen ihrer natürlichen Entwicklung überlassen werden. Ein ausgeschilderter Waldlehrpfad klärt hierzu den interessierten Wanderer über die Maßnahmen der hiesigen Waldwirtschaft und des Naturschutzes auf.
Im Aachener Wald sind unter anderem Rehwild, Rotwild, Schwarzwild, Dachse, Füchse, Marder und die Feldhasen heimisch, deren Bestand mangels fehlender natürlicher Feinde wie Bären, Luchse und Wölfe durch eine gesetzmäßige und sinnvolle Jagd so reguliert wird, dass Schäden durch diese Tiere an Jungbäumen, Baumrinden und auf angrenzenden Landwirtschaftsflächen minimiert werden. Die letzten Wölfe im Aachener Wald wurden Mitte des 19. Jahrhunderts erlegt, jedoch erwarten Fachleute auf längere Sicht wieder eine Einwanderung sowohl von Wölfen als auch von Luchsen, wobei letztere bereits in der nahen Eifel gesichtet worden sind. Darüber hinaus erkrankten noch in den 1980er Jahren zahlreiche Wildtiere im Aachener Wald an der Tollwut, wobei aber eine flächendeckende Schutzimpfung den Bestand wieder stabilisieren und der eingerichtete Tollwutsperrbezirk wieder aufgehoben werden konnte.

## Erholungs- und Sportgebiet

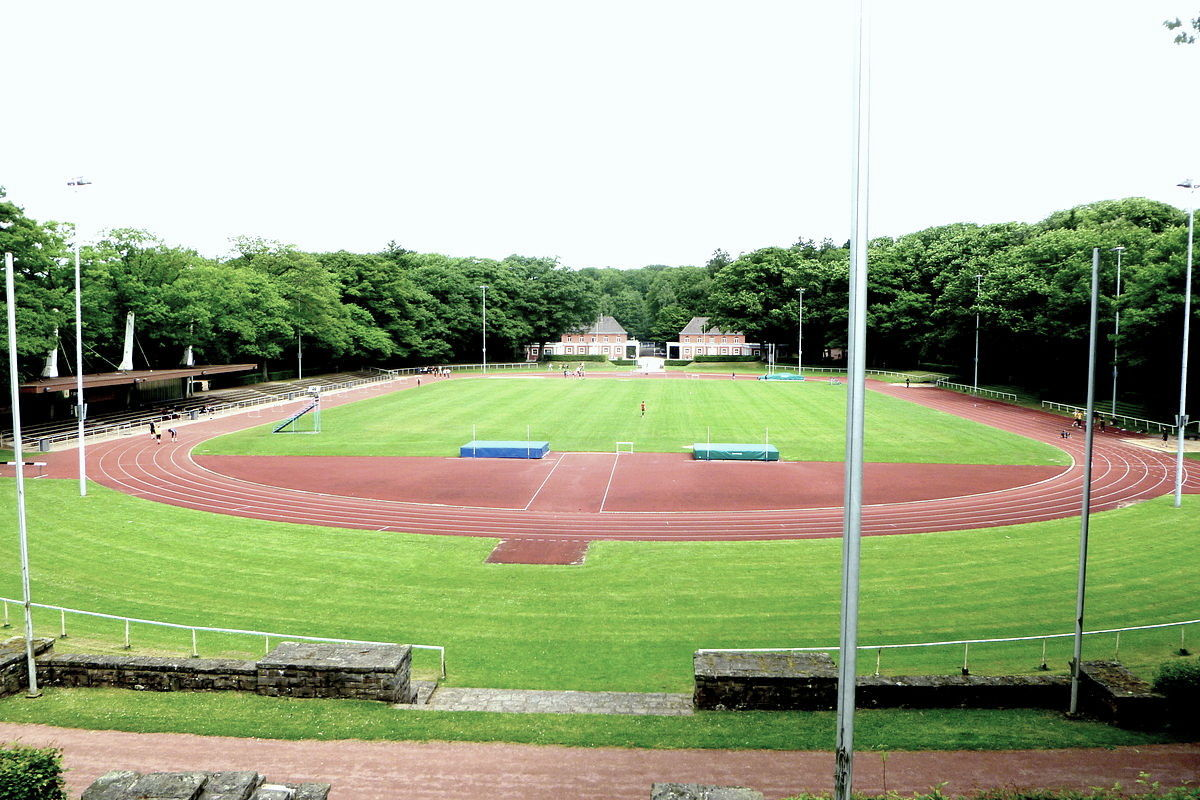
Waldstadion Aachen
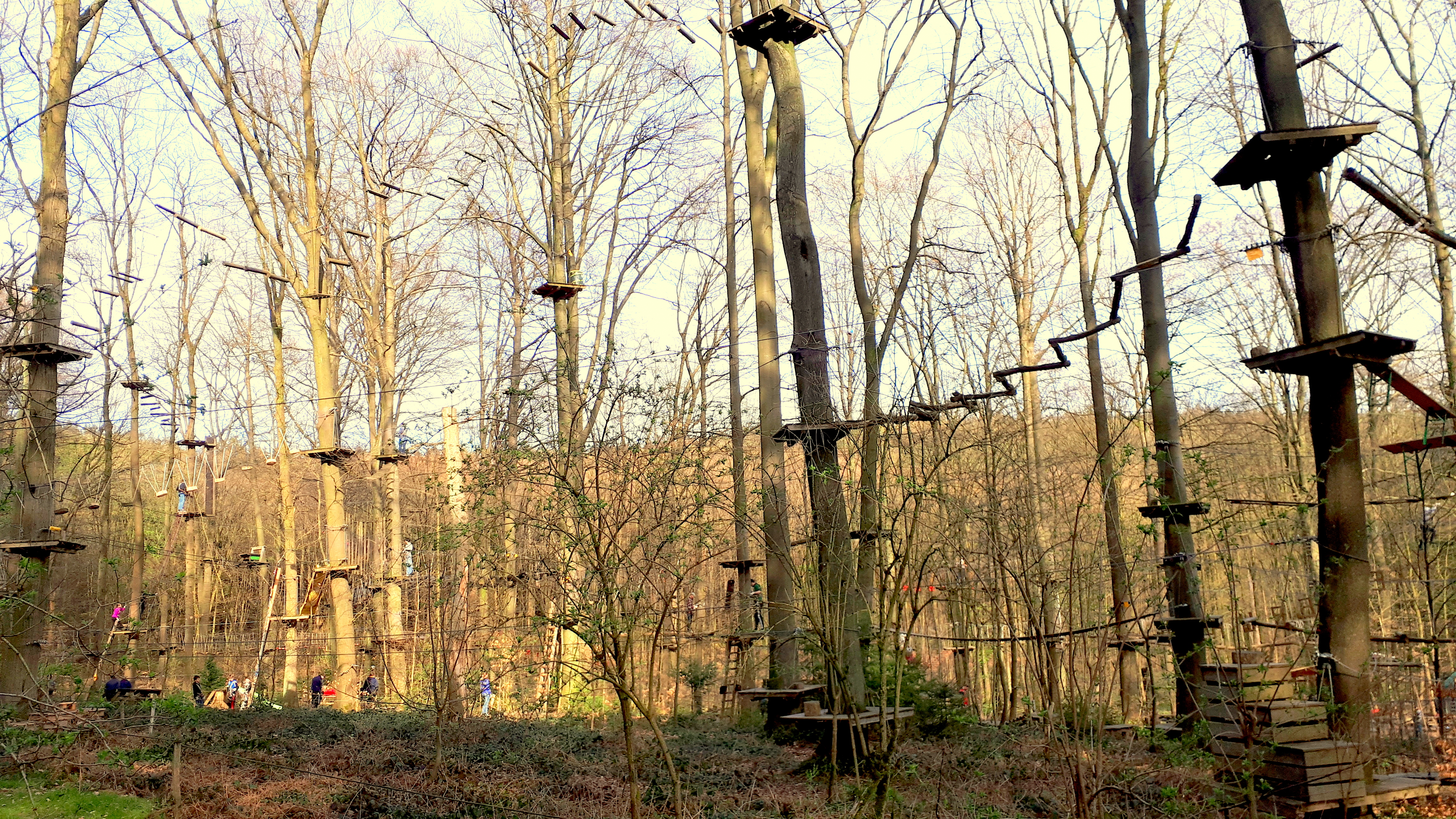
Seilgarten Aachener Wald

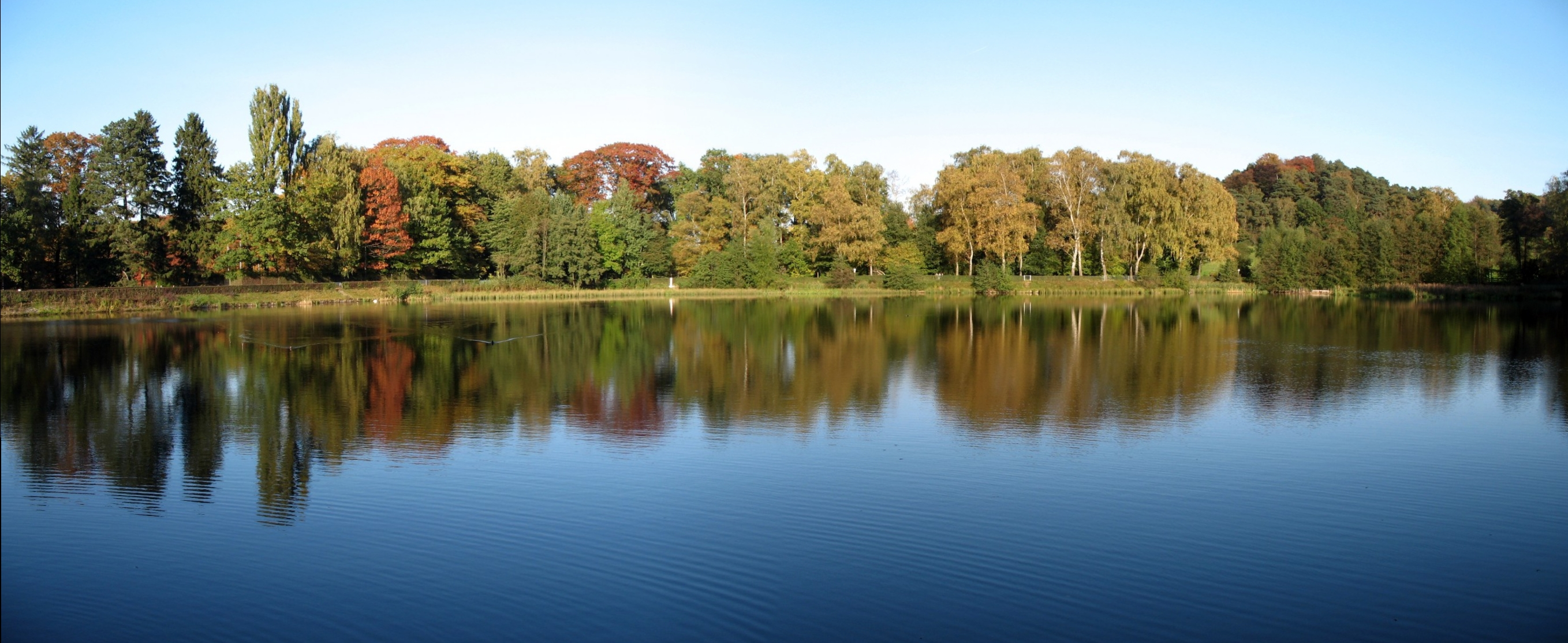
Stauweiher Kupferbach

Der Aachener Wald ist eines der wichtigsten Naherholungsgebiete für die Bevölkerung der Stadt Aachen und bietet über 100 km auch grenzüberschreitende und markierte Wege für Wanderer und Jogger. Ein Großteil dieser Wege steht auch den Tourenradfahrern zur Verfügung, wobei für die ambitionierten Mountainbikefahrer seit Sommer 2013 ein offizieller grenzüberschreitender Bike-Park in der Nähe des Dreiländerecks eingerichtet worden ist. Darüber hinaus wurde für die zahlreichen Aachener Reitvereine und Privatreiter ein separates und anspruchsvolles Reitwegenetz hergerichtet. Außerdem steht seit einigen Jahren den Kletterfreunden ein selektiver Seilgarten zur Verfügung, welcher unter qualifizierter Anleitung und mit unterschiedlichen Schwierigkeitsgraden vom Frühjahr bis zum Herbst begangen werden kann. Ein besonderer Anziehungspunkt sind die verschiedenen Stauweiher am Waldrand, wo Freizeitangler und Modellbootbauer ihrem Hobby nachgehen können und für die Leichtathleten das 1927 errichtete Aachener Waldstadion.
Nachdem Ende des 19. Jahrhunderts der Aachener Wald touristisch erschlossen und wenig später auch auf seinen wichtigsten Durchgangsstraßen mit Gleisanschlüssen der Straßenbahn Aachen versorgt worden war, strömten neben den normalen Tagestouristen jetzt vor allem auch die Aachener Kur- und Badegäste in Scharen in den Wald, woraufhin recht bald dort mehrere Ausflugslokale mit Verkehrsmitteln gut erreichbar eingerichtet oder neu erbaut wurden. So wurde beispielsweise 1893/94 Alt-Linzenshäuschen um einen Gebäudetrakt für die Gastronomie erweitert, 1896 die Wartehalle Waldschenke, das Forsthaus Siegel und noch vor 1901 das Gut Entenpfuhl zum Restaurantbetrieb umgerüstet, sowie 1886 der Pelzerturm mit Außengastronomie, 1902 das so genannte Waldschlösschen an der Lütticher Straße und wenig später unter anderem die Ausflugslokale Ronheide, Grüne Eiche, Köpfchen, Karlshöhe, Neu-Linzenshäuschen und 1910 das Waldhotel erbaut, teilweise mit groß angelegten Terrassen sowie Musik- und Tanzpavillons. Von diesen Ausflugslokalen bestehen derzeit nur noch Alt-Linzenshäuschen, Waldschenke und Entenpfuhl, die restlichen Gebäude sind mittlerweile auf Grund von Baufälligkeit oder mangelnder Auslastung abgerissen oder umgewidmet worden. In neuerer Zeit richtete Aachen als zusätzliche Attraktivität noch einen städtischen Grillplatz in der Nähe des Forsthauses Adamshäuschen am Rande des Von-Halfern-Parks ein.
Darüber hinaus nutzte man ab der Jahrhundertwende bis ins 20. Jahrhundert den Aachener Wald verstärkt auch als Luftkurort und die Aachen und Münchener Feuerversicherungsgesellschaft erbaute zusammen mit dem Aachener Verein zur Beförderung der Arbeitsamkeit zwischen 1906 und 1909 an der südlichen Lütticher Straße das Kaiser-Wilhelm-Genesungsheim. Diese Kuranstalt für Lungenerkrankte, bestehend aus dem Walderholungsheim für Frauen und dem Genesungsheim für Männer, wird heutzutage unter dem Namen Maria im Tann als Zentrum für Kinder-, Jugend- und Familienhilfe sowie für die Jugendberufshilfe genutzt.

Ausflugslokale und Genesungsheime
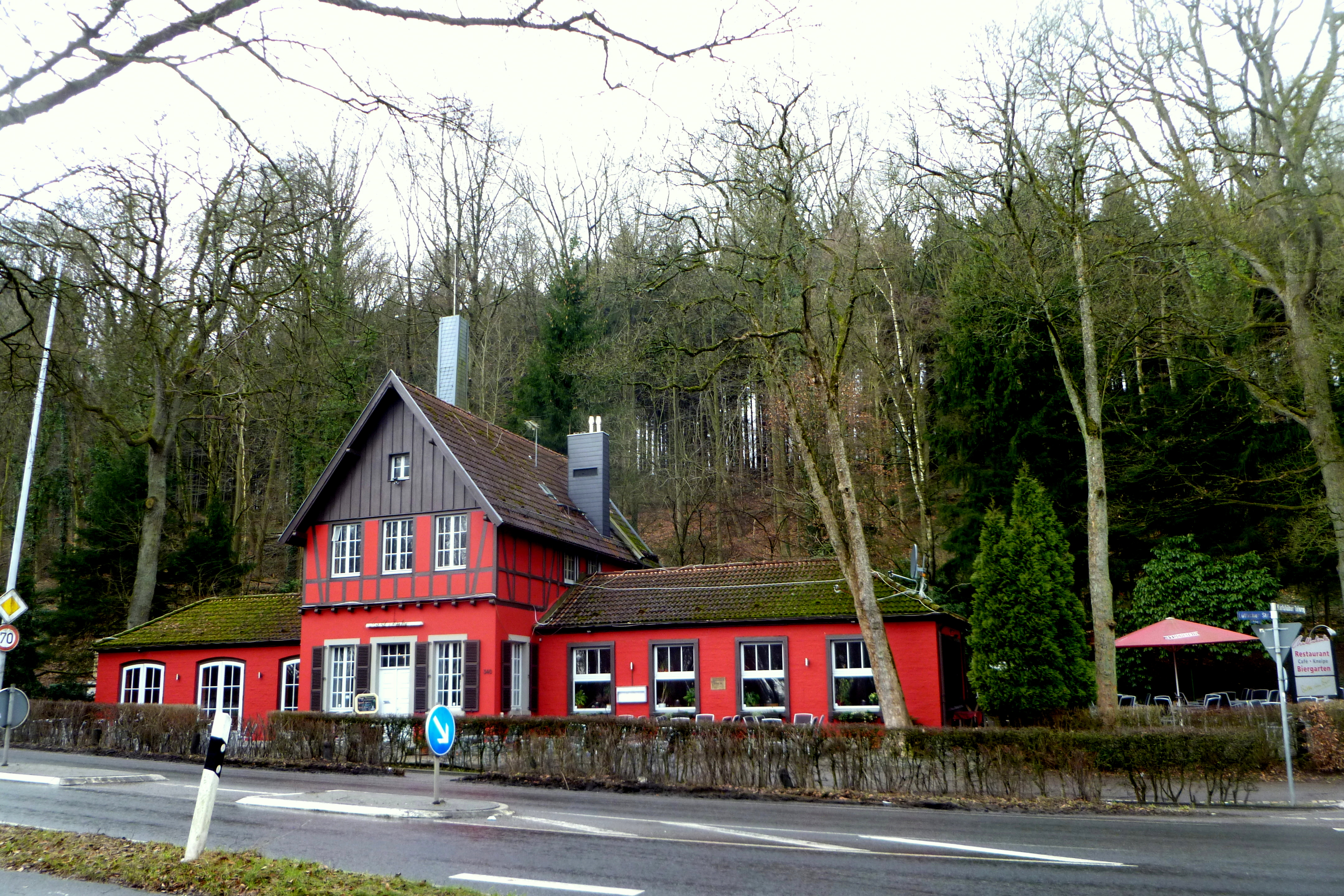
Waldschenke
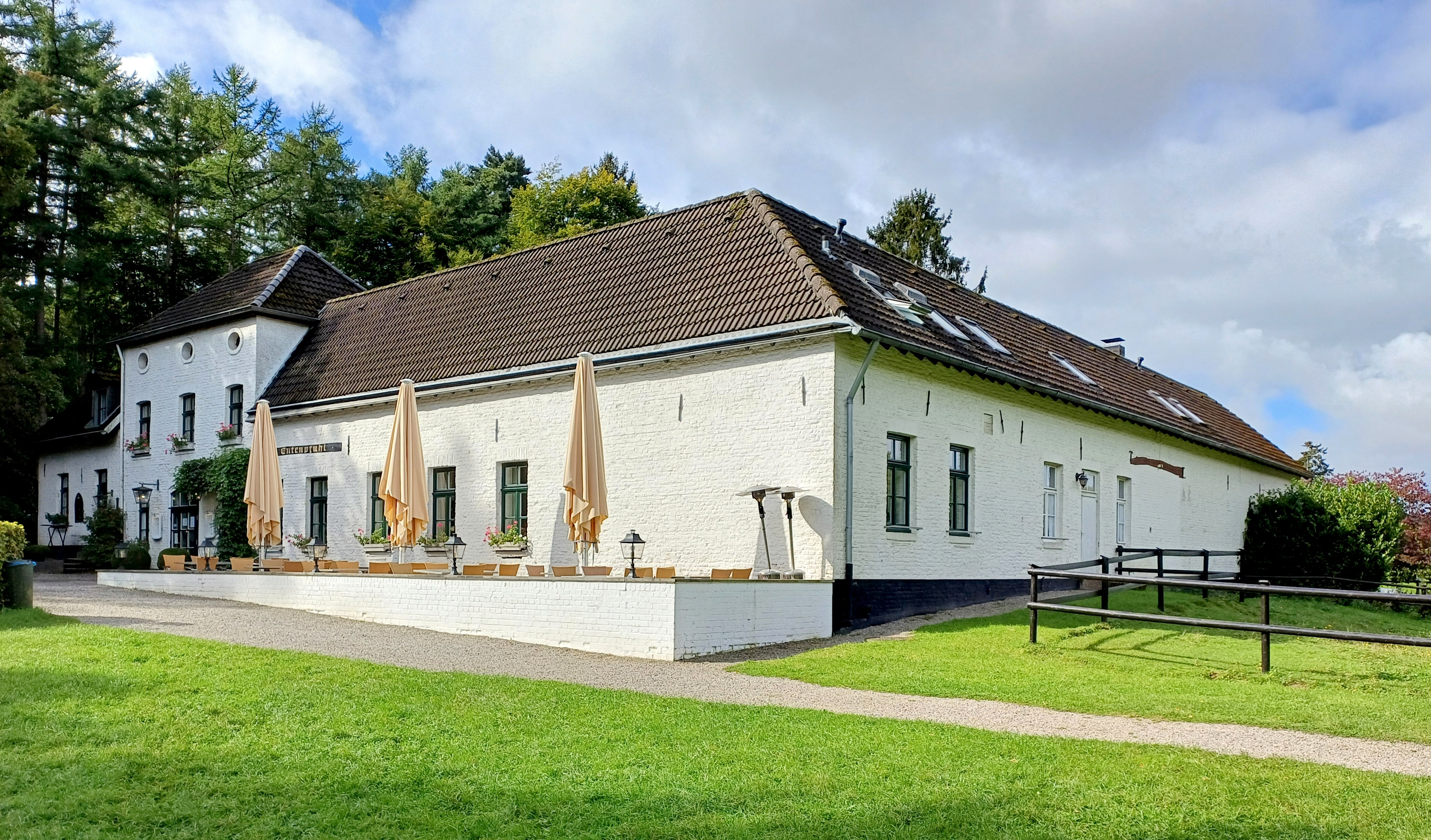
Gut Entenpfuhl
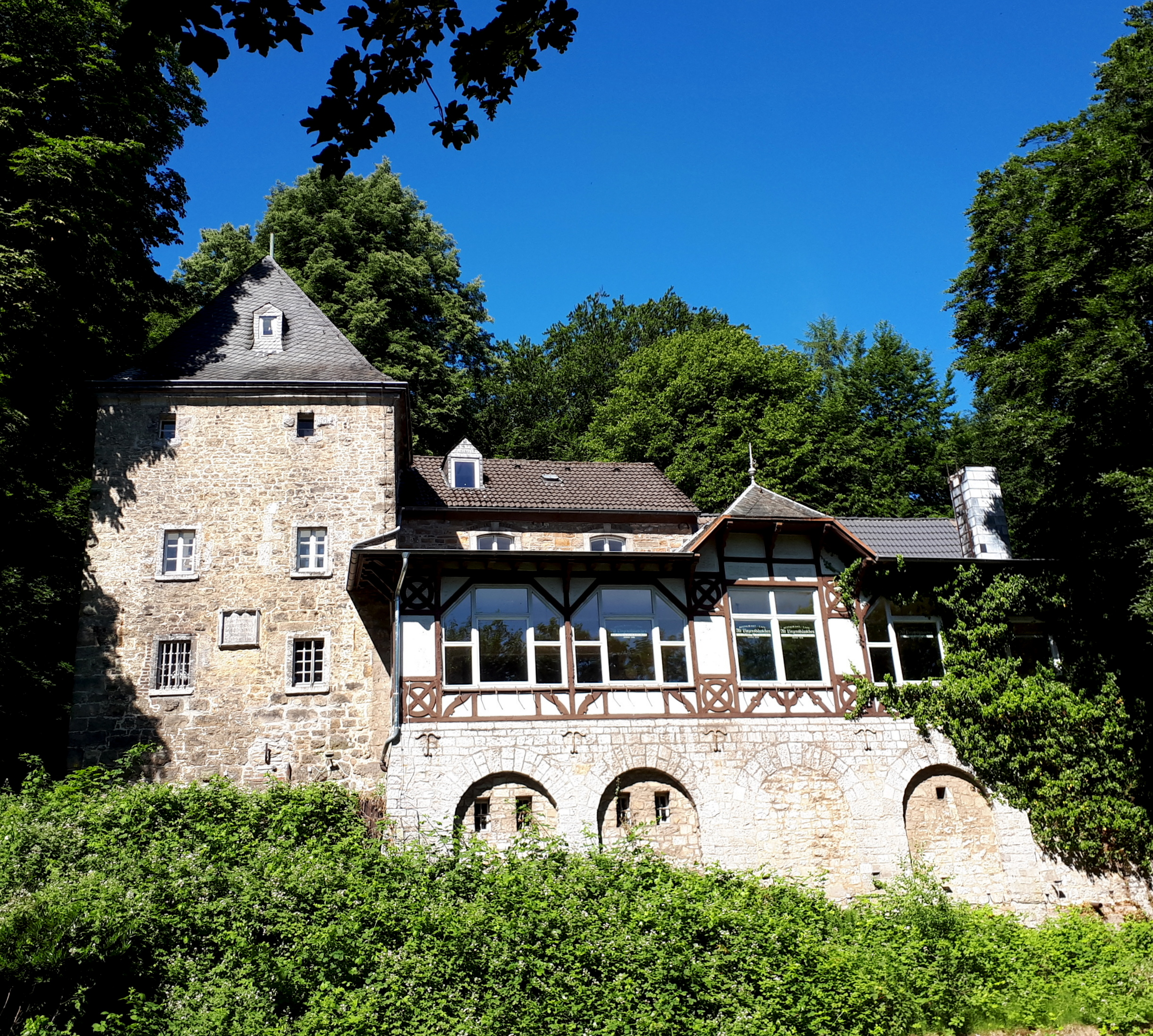
Alt-Linzenshäuschen
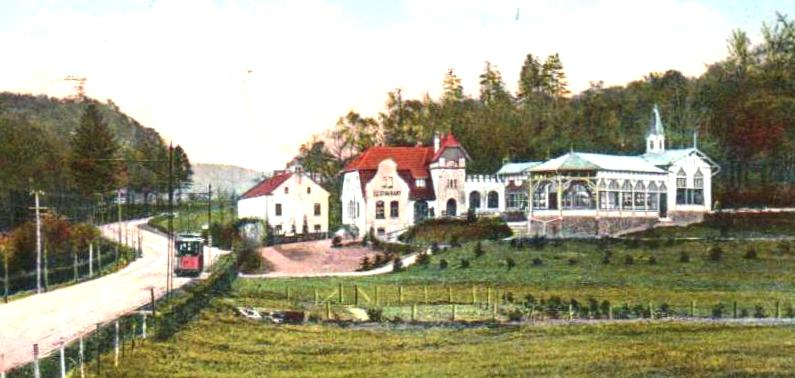
ehem. Neu-Linzenshäuschen
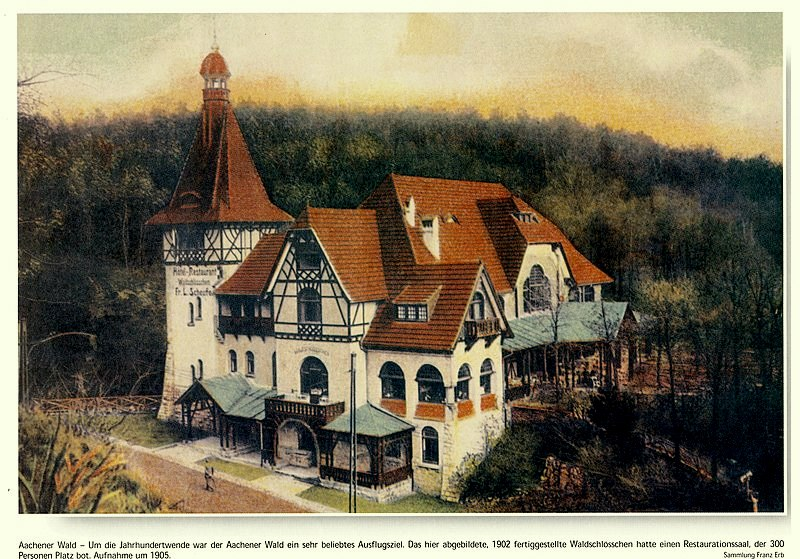
ehem. Waldschlösschen
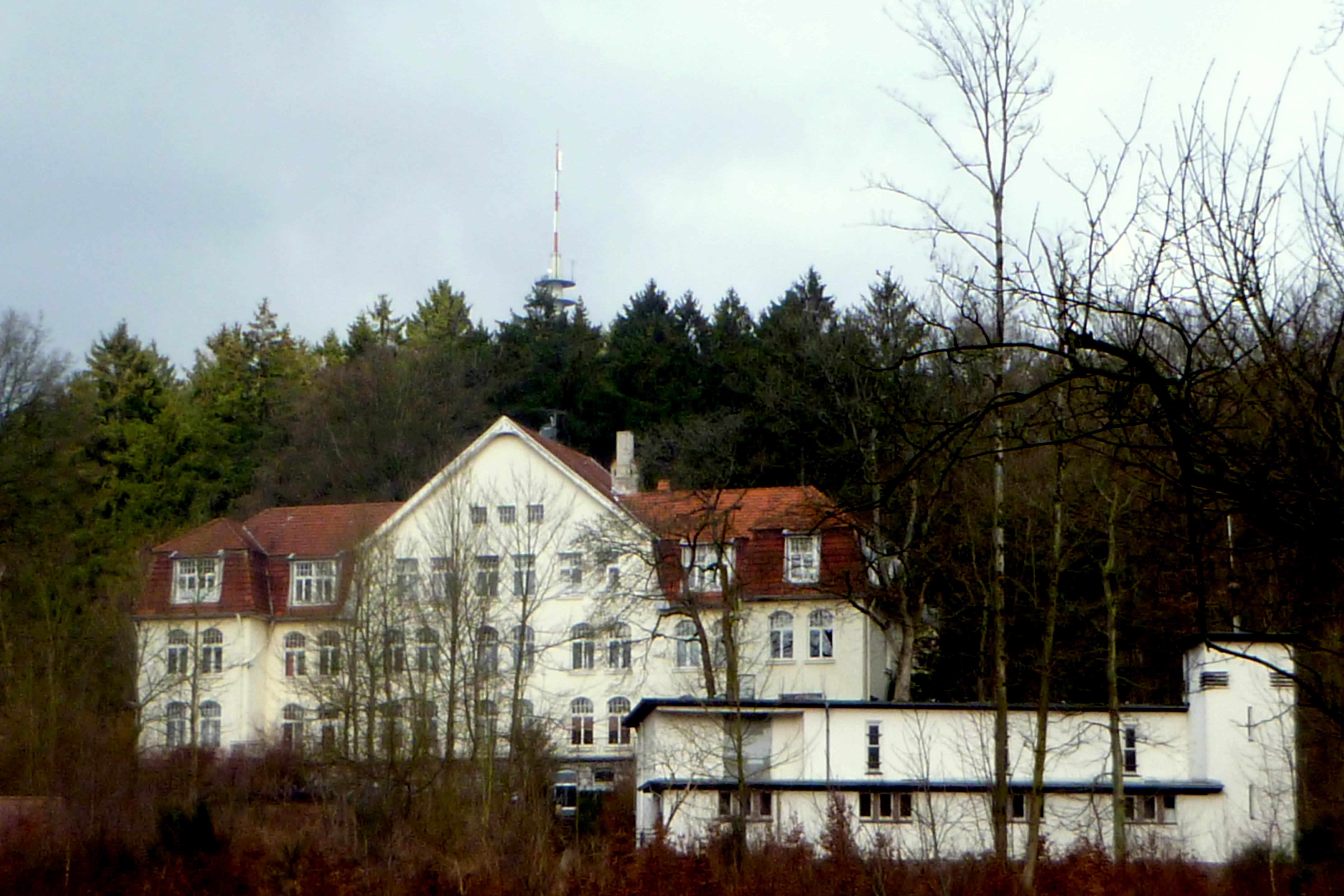
Ehemaliges Kaiser-Wilhelm-Genesungsheim

## Geschichte

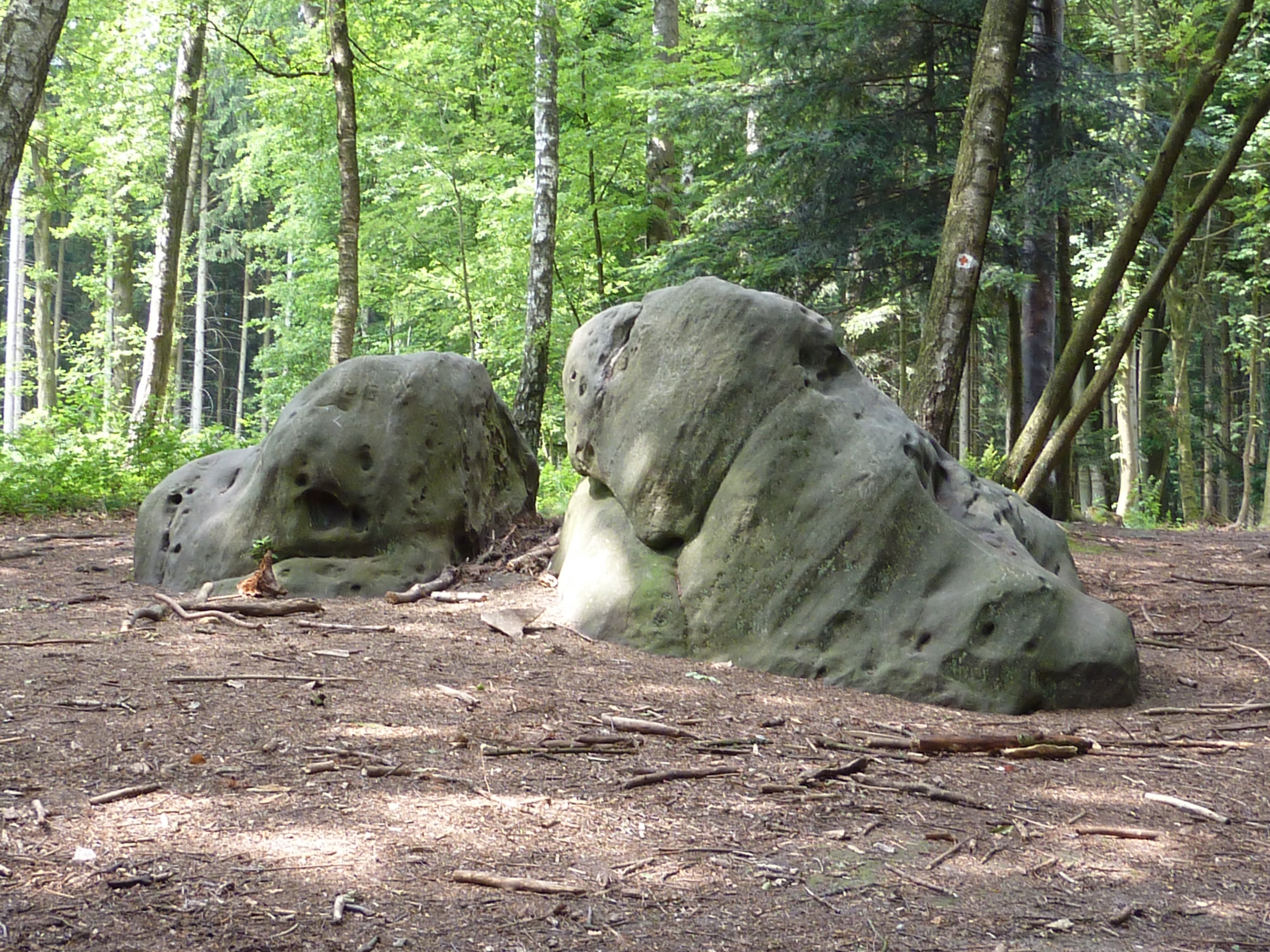
Zyklopensteine
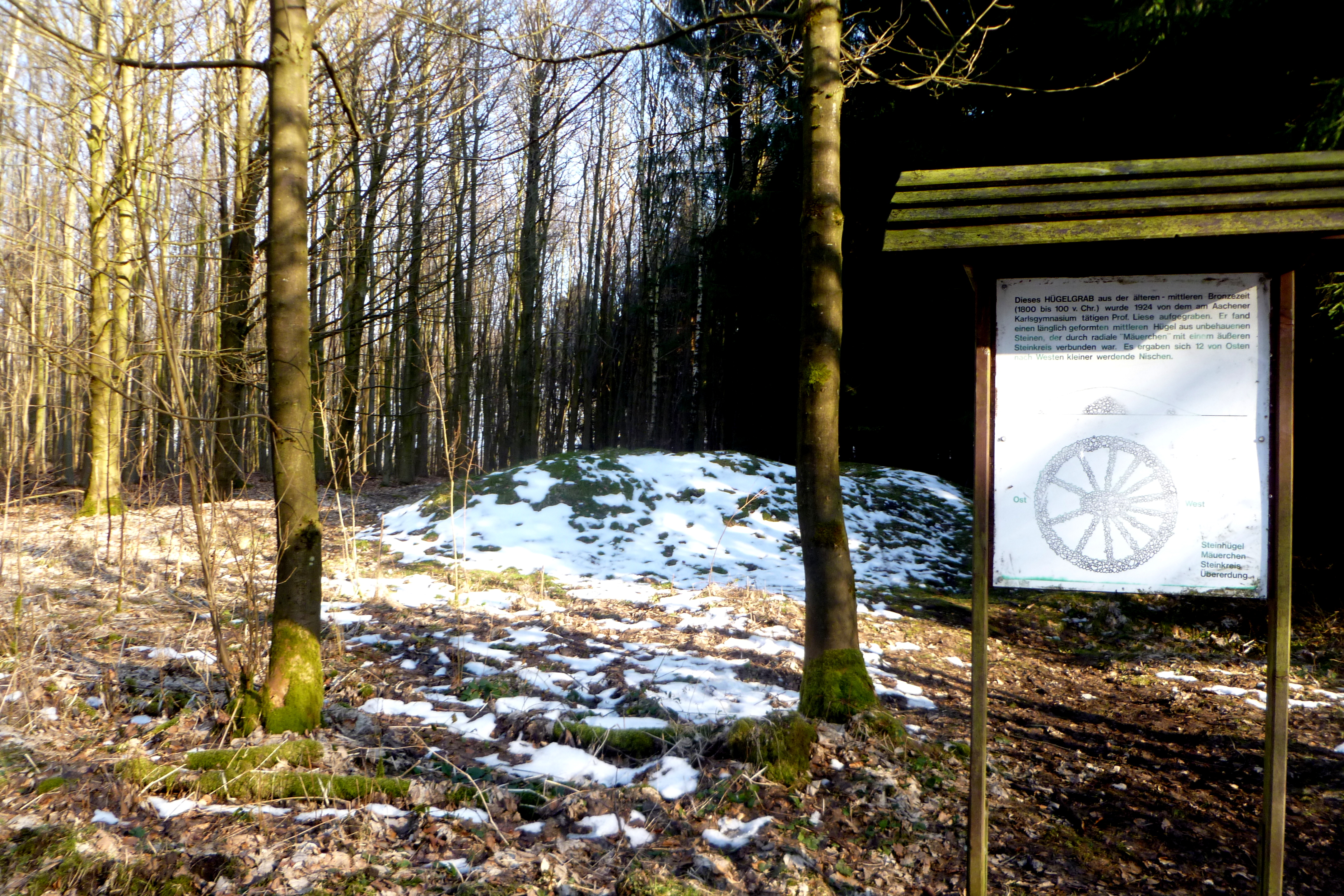
Hügelgrab Klausberg

Im Aachener Wald befinden sich zahlreiche Boden- und Naturdenkmäler sowie weitere Merkmale und Hinweise, die Ausdruck der wechselvollen Geschichte der Stadt Aachen aber auch einzelner Begebenheiten sind, die sich dort abgespielt haben. Die ältesten Funde sind die Zyklopensteine in der Nähe von Köpfchen an der deutsch-belgischen Grenze, die geologisch Tertiärquarzite sind und sich vor mehreren Millionen Jahren gebildet haben. Ein nicht so alter Fund sind die um 1900 von Josef Liese entdeckten Hügelgräber, von denen einige auf der Höhe des Klausbergs sowie etwas mehr als zwanzig auf den Höhenrücken nach Moresnet und ähnlich viele in Richtung zum Vaalserberg hin verteilt liegen. Sie lassen sich auf die frühe bis mittlere Bronzezeit datieren und bestehen aus lose aufgeschichteten, unbehauenen Steinen, die einen darunter liegenden Sarkophag bedecken.

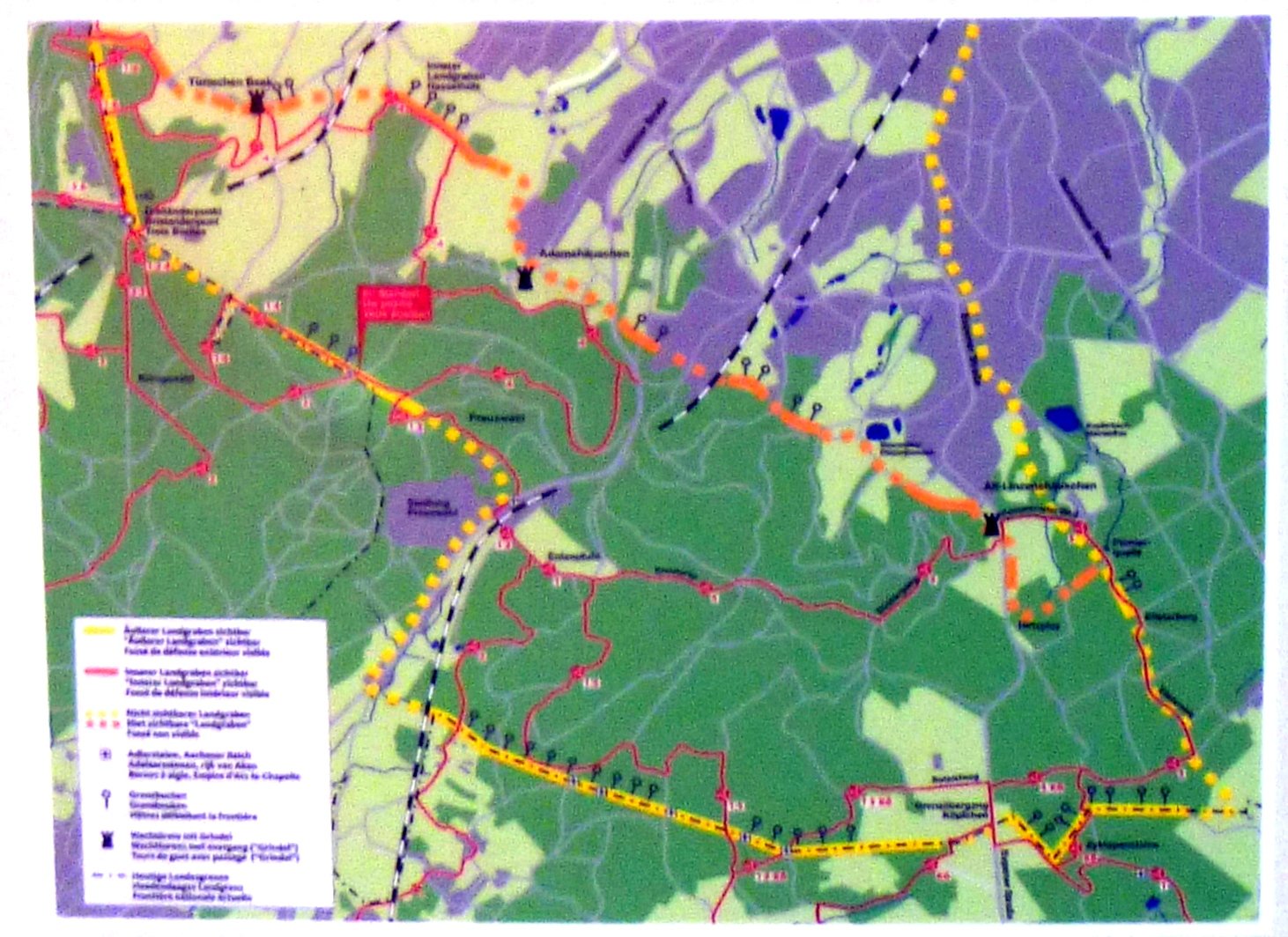
Verlauf innerer und äußerer Landgraben im Aachener Wald

Aus der Zeit zwischen 1346 und 1611 stammt der Aachener Landgraben, welcher die Grenzbefestigung des Aachener Reiches bildete und im Stadtwald entlang der heutigen deutsch-belgischen Grenze über den Vaalserberg bis nach Vaals hinunter zwar stark verwittert aber dennoch mit seinen zahlreichen imposanten Kopfbuchen gut sichtbar erhalten ist. An Wegekreuzungen wurde diese Grenze mit Adlersteinen bestückt, die ihren Namen von dem eingravierten Wappentier der Stadt Aachen haben und von denen in diesem Abschnitt noch annähernd 10 vorhanden sind. Ebenso lassen sich aus jener Zeit noch circa sechs so genannte Burgundersteine finden, die den so genannten Königswald westlich des Moresneter Weges markieren und abtrennen, welcher dem Herzogtum Limburg zugeteilt wurde und zuvor der Freien Reichsstadt Aachen gehörte. Vier von ihnen wurde das Andreaskreuz eingemeißelt, welches an den Apostel und Schutzpatron des Hauses Burgund erinnert und zwei zeigen das Signet der Habsburger Herrscher.
Als sich im 16. Jahrhundert auch im Raum Aachen und im benachbarten Herzogtum Limburg die Reformation ausbreitete und es den Reformierten größtenteils untersagt war, ihre neue Religion auszuüben, zogen viele von ihnen, besonders flämische und den Geusen (frz.: „Gueux“ = Bettler) nahestehende oder zugehörende Personen, bis ins 18. Jahrhundert aus sowohl aus dem Herzogtum Limburg als auch aus Aachen selbst und aus Burtscheid über Schleichwege durch den Aachener Wald ins benachbarte Vaals, wo sie nicht verfolgt wurden und ihre Kirchenrituale weiter durchführen konnten, da in der Republik der Sieben Vereinigten Niederlande nach der Befreiung von der spanischen Herrschaft im Verlauf des Achtzigjährigen Krieges die freie Religionsausübung erlaubt war. Einer dieser Schleichwege auf deutscher Seite in der Nähe des Vaalserberges wurde daraufhin später auch Geusenweg benannt.
Von Aachen aus entwickelte sich ab Ende des 18. Jahrhunderts quer durch den Stadtwald eine rege Pilgertätigkeit zu einer an einer alten Eiche angebrachten Madonnenfigur in Moresnet, die ursprünglich aus Aachen stammte und der man Wunderheilungen und die Verhinderung von Seuchen zusprach. Ab 1829 wurden diese Pilgerprozessionen kirchlich organisiert und seitdem pilgern jeden Mittwoch ab Adamshäuschen eine Schar Gläubige diesen mit zahlreichen Kreuzen ausgestatteten Pilgerweg, der mittlerweile auch Teil des Jakobsweges geworden ist, zur Wallfahrtsstätte Moresnet-Chapelle, wo auf Grund des großen Andrangs 1831 zunächst eine Kapelle, 1880 eine Wallfahrtskirche und fünf Jahre später noch ein Klostergebäude errichtet wurden.
Eine markante und heute zugewachsene Anhöhe in der Nähe des Karlshöher Hochweges und unmittelbar bei dem ehemals vom belgischen Militär genutzten kleinen Fernmeldeturm trägt den Namen Kronprinzenrast. Hier verweilte am Sonntag, den 5. Juli 1885, der damalige Kronprinz Friedrich Wilhelm und spätere 99-Tage Kaiser Friedrich III. auf der Durchreise nach Monschau und genoss den früher freien Blick auf die Stadt Aachen im Talkessel. Dieses Ereignis gab dem Hügel seinen Namen und zwei Gedenksteine bieten dem Wanderer die nötige Information.
Schwer zu finden und kaum zu erkennen sind Überbleibsel und Verlauf des ehemaligen Grenzhochspannungshindernisses, der zu Beginn des Ersten Weltkrieges errichtet und von Vaals entlang der deutsch-niederländischen Grenze im Aachener Wald zum Vierländereck hinauf und von dort weiter bis zur Mündung der Schelde verlief. Dieser Elektrozaun, der von Aachener Seite mit Strom gespeist wurde, sollte verhindern, dass Belgier sich dem Kriegsdienst durch Flucht in die Niederlande entziehen konnten. Mehrere Zivilisten und Soldaten sind in diesem Abschnitt dabei ums Leben gekommen.
Zwanzig Jahre nach dem Ersten Weltkrieg wurde im Vorfeld des Zweiten Weltkrieges der Aachener Wald im Rahmen des Aachen-Saar-Programms zum Bau des Westwalls mit einbezogen. Davon zeugen die noch bestehenden Abschnitte der Höckerlinie bei Köpfchen und einzelne im Wald verstreute Bunkeranlagen, darunter eine gut erhaltene Sonderkonstruktion eines Kampfbunkers bei Gut Entenpfuhl. Im Nellessenpark befindet sich östlich des Vorfluters Waldfriedhof an einer T-Wegkreuzung die Ruine einer nach dem Zweiten Weltkrieg gesprengten Bunkeranlage. Aber auch die 1939/40 angelegte Pionierquelle in der Nähe des Pommerotterweges diente der Versorgung der im Wald lagernden deutschen Truppen.
Schließlich war von 1945 bis 1953 der Aachener Wald Teil der Aachener Kaffeefront und viele noch vorhandene dicht belaubte und mit hohem Adlerfarn gesäumte Schmugglerpfade lassen die Gefahr erahnen, denen sich die Schmuggler damals ausgesetzt hatten. Insgesamt starben bei diesen Aktionen im Aachener Wald mehr als 50 Personen, darunter sowohl Zöllner als auch Schmuggler, und mehr als 60 wurden schwer verletzt.
Darüber hinaus war der Aachener Wald zu allen Zeiten auch ein Ort, wo sich immer wieder auch mal Morde und Tötungen zugetragen haben und an deren Tatorte heutzutage Gedenksteine oder Kreuze erinnern, wie beispielsweise für die Opfer Johann Greber, Etmund Kever, Horst Klinger und Elisabeth Schmitz.

Historische Eindrücke
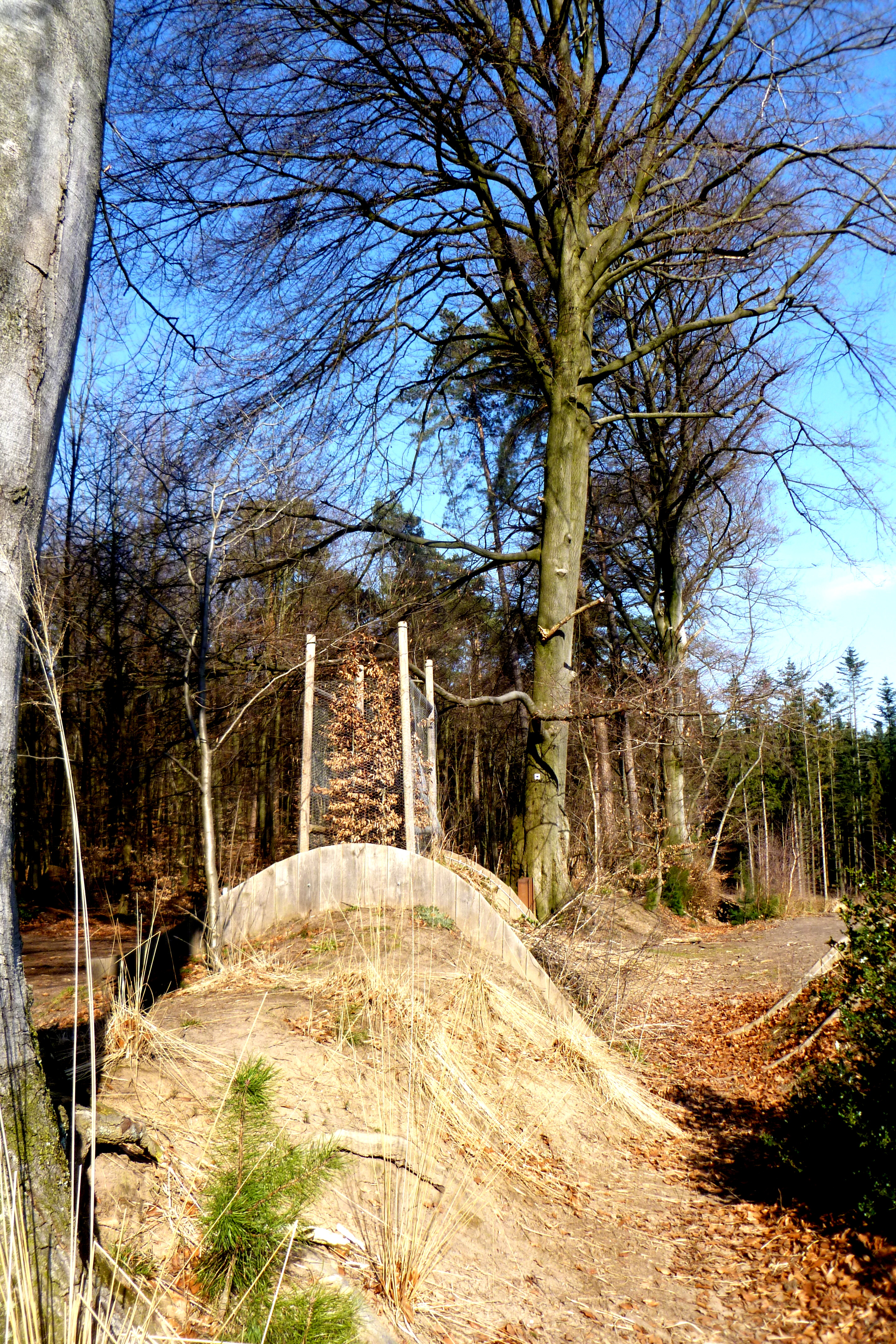
Aachener Landgraben
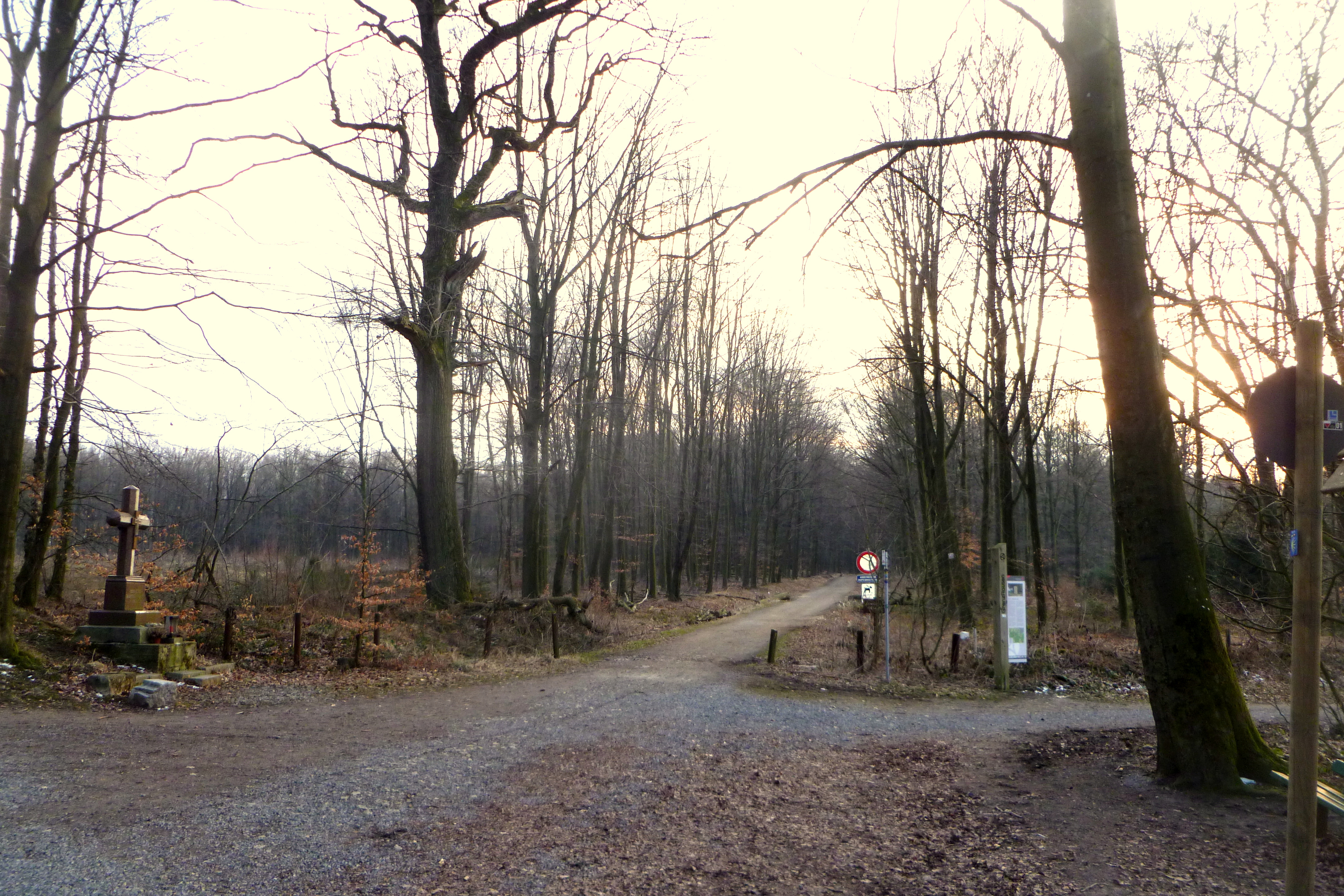
Jakobsweg Nähe Grenzübergang Moresneter Weg
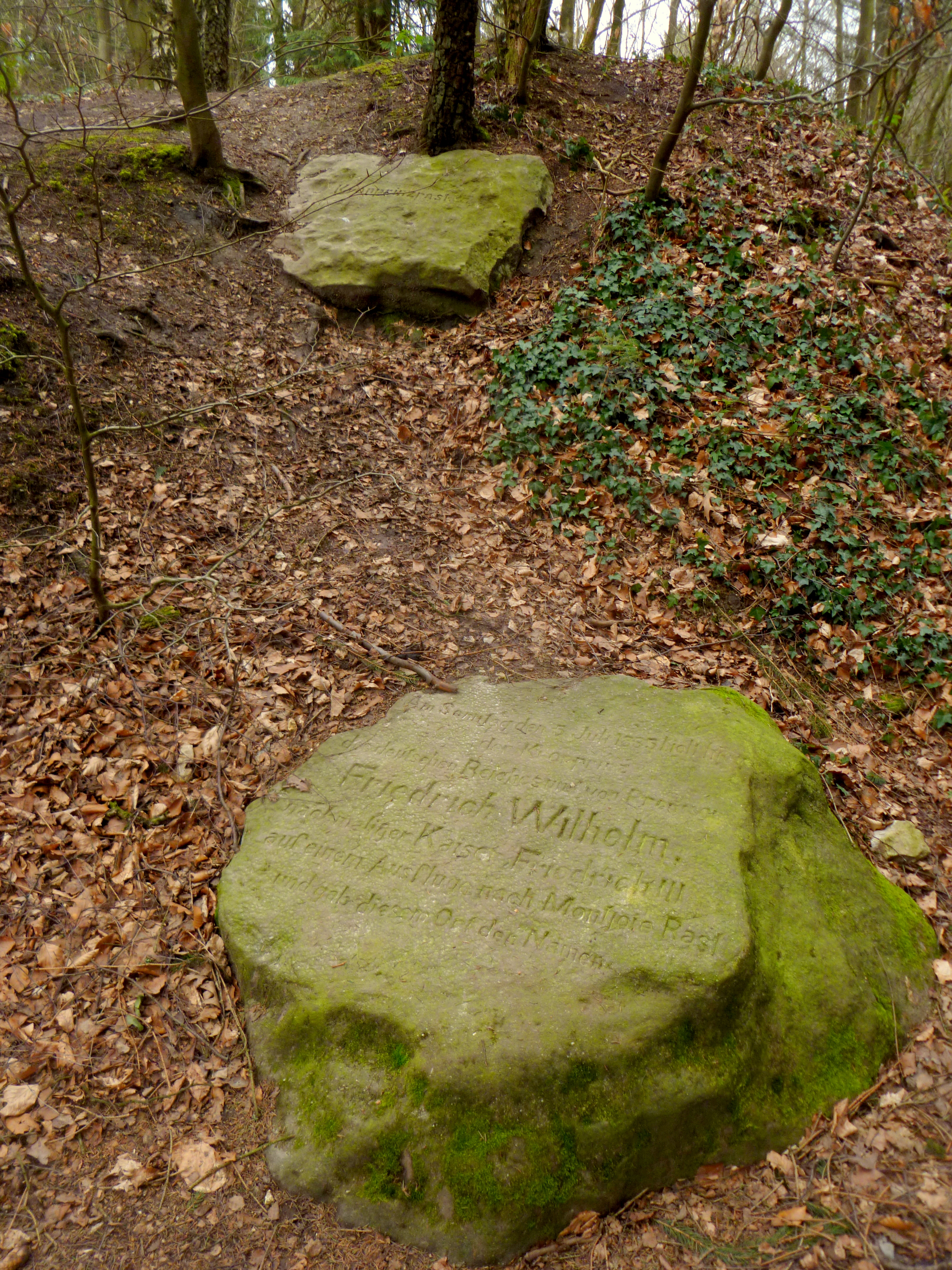
Kronprinzenrast
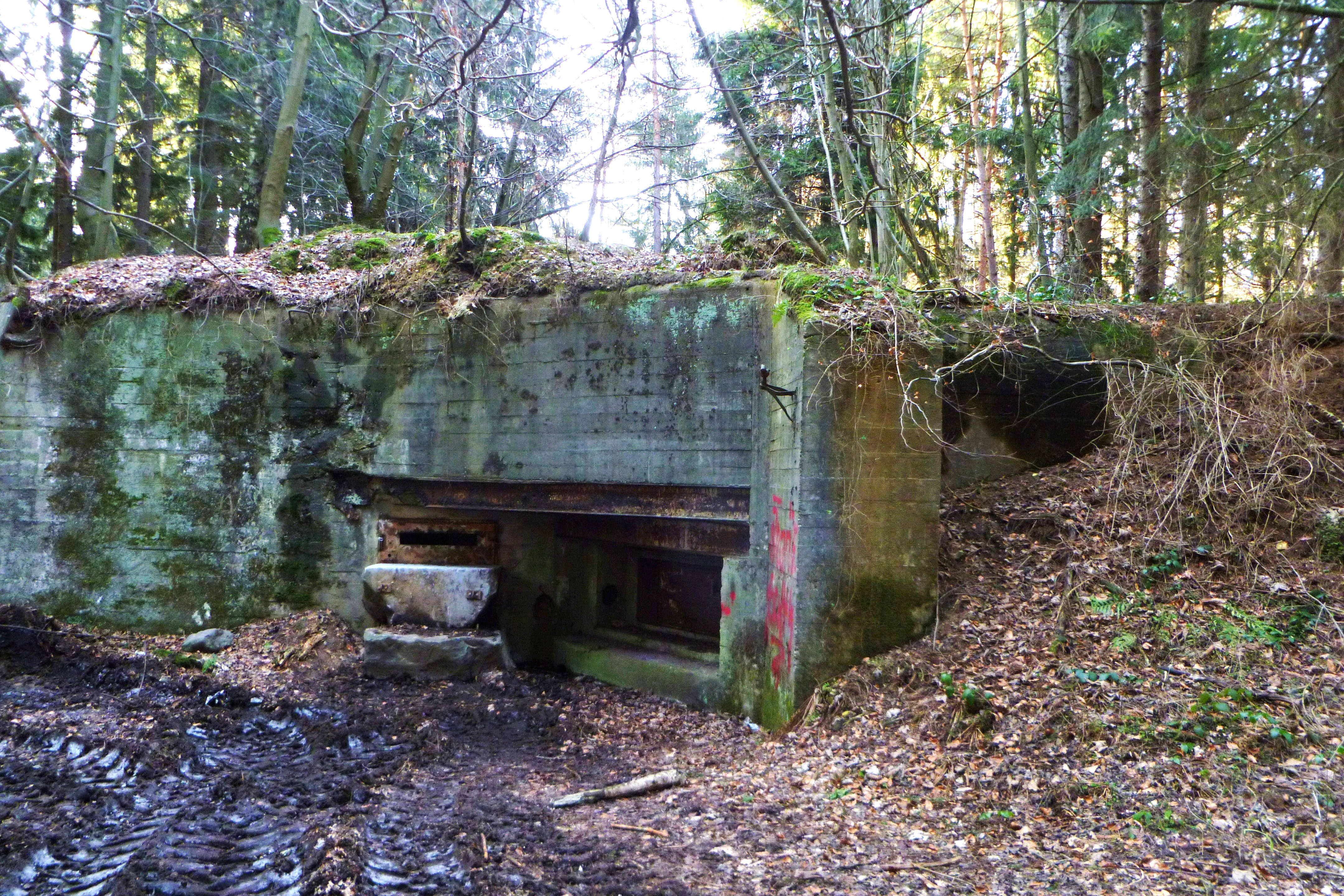
Kampfbunker bei Gut Entenpfuhl
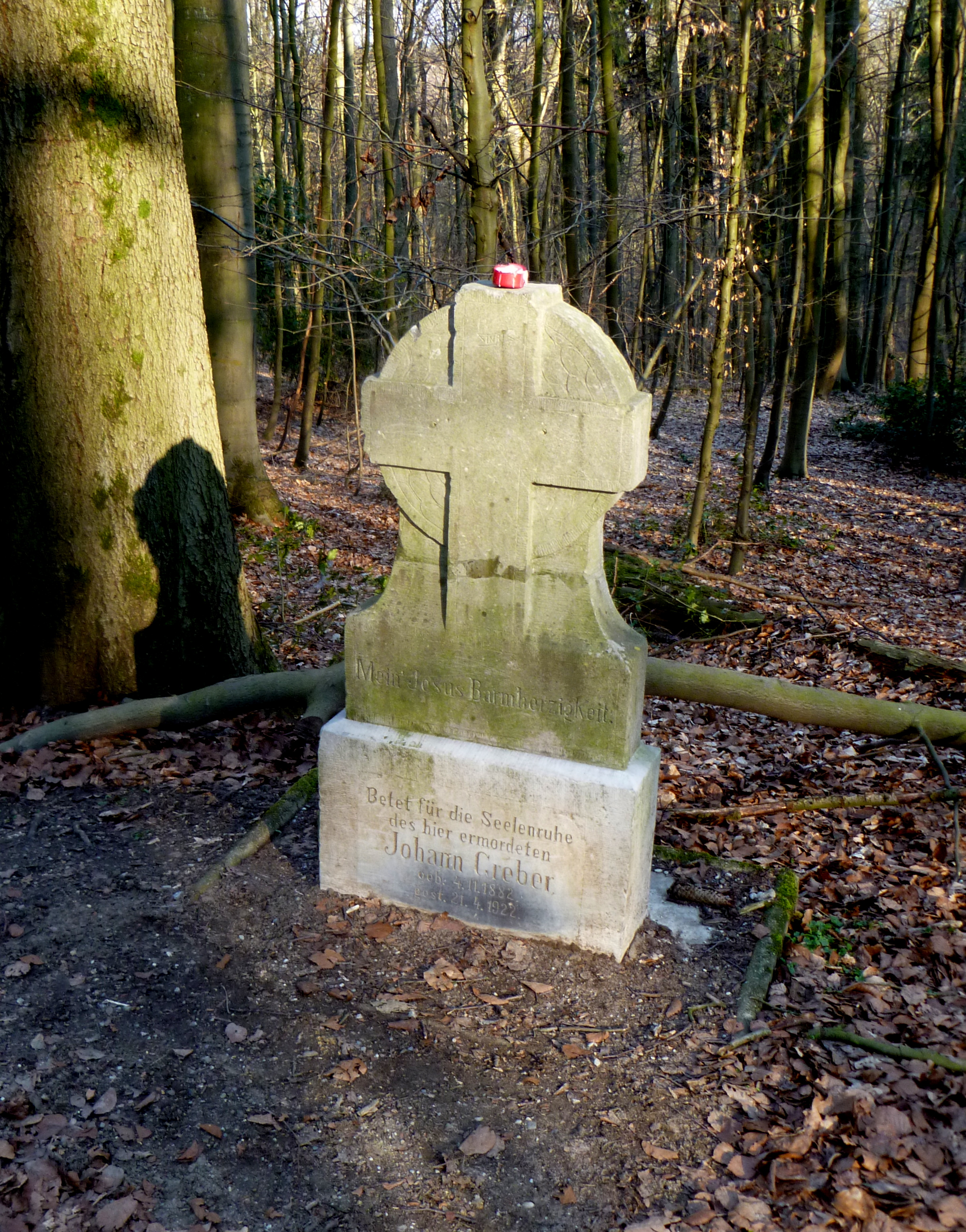
Gedenkstein für Mordopfer Johann Greber